# مقبرة ظهير الدولة
مقبرة ظهير الدولة (بالفارسية: گورستان ظهیرالدوله) هي مقبرة تقع شمال طهران في منطقة دربند.
سميت المقبرة على اسم ميرزا علي خان دولوي القاجاري، الملقب بظهير الدولة. دفن الكثير من المشاهير في المقبرة ومنهم ملك الشعراء بهار وفروغ فرخ زاد وروح الله خالقي وابوالحسن صبا وقمر الملوك وزيري وغيرهم.

## معرض الصور

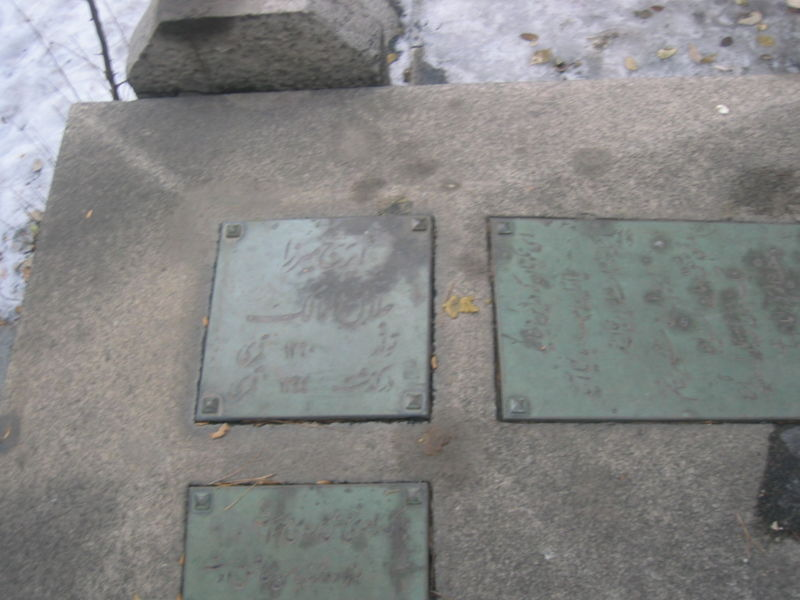
ایرج میرزا.
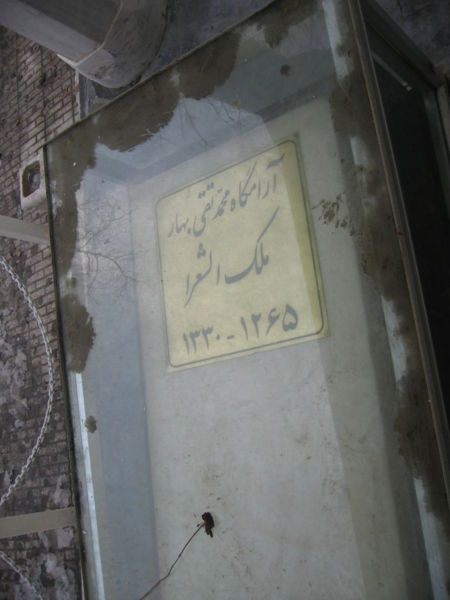
محمد تقي بهار.
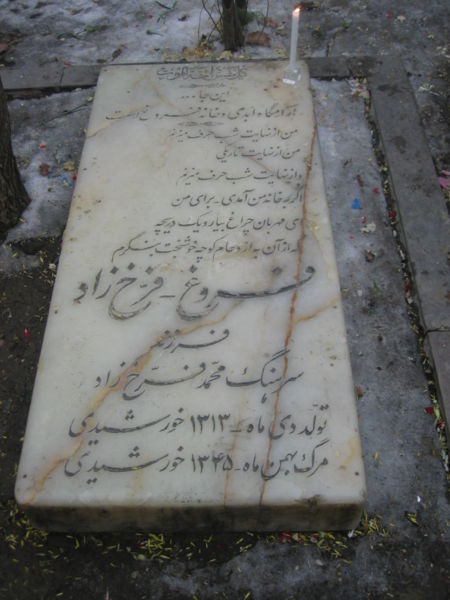
فروغ فرخزاد.
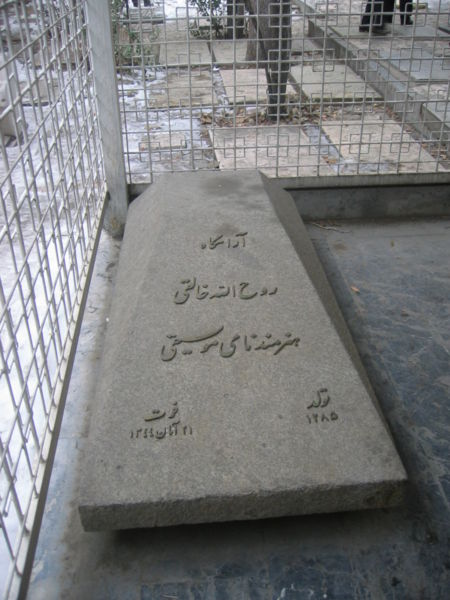
روح‌ الله خالقي.
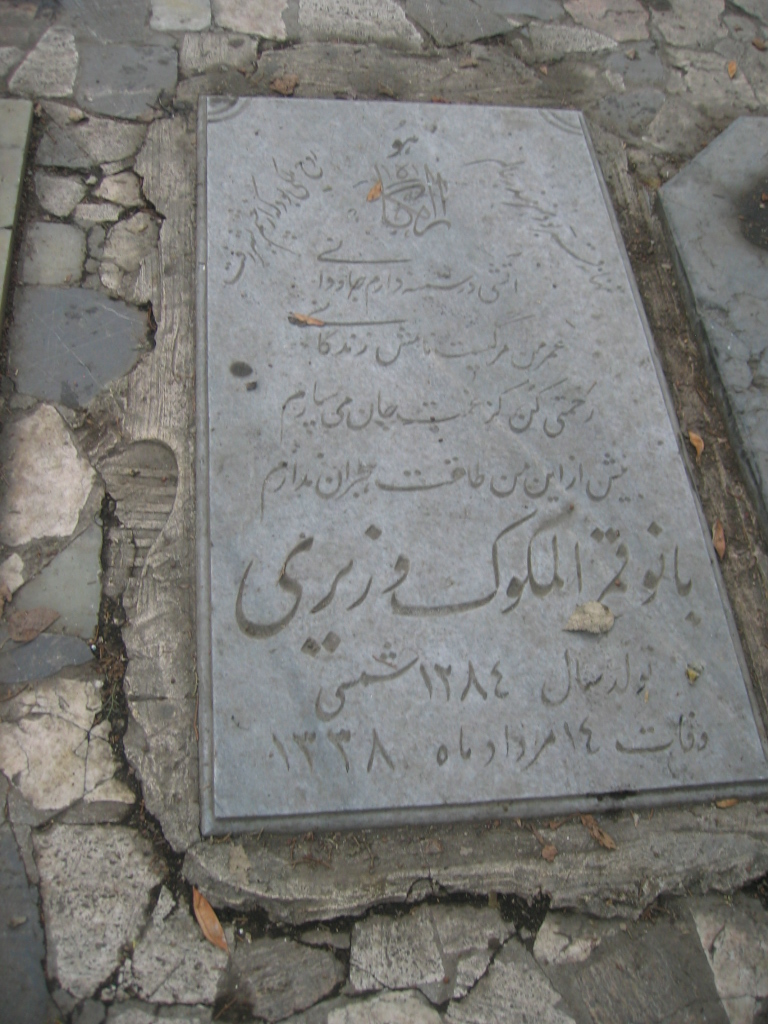
قمر الملوك وزیري.

## أعلام
- فروغ فرخزاد
- سيد حسن تقي زاده